# 川口市立青木北小学校
川口市立青木北小学校（かわぐちしりつ あおききたしょうがっこう）は、埼玉県川口市西青木にある公立小学校。通称「北小」（きたしょう）。

## 沿革
- 1948年4月1日 - 川口市立上青木小学校から分離して川口市立青木北小学校として開校[2]

## 学校行事
| - 4月 - 始業式 - 入学式 - 5月 - 離任式 - 6月 - プール開き - 大貫(５年) | - 7月 - 終業式 - 8月 - 夏季休業(～8/23) - 9月 - 始業式 | - 10月 - 運動会 - 11月 - 修学旅行 - 音楽会 - 12月 - 持久走大会 - 社会科見学(４年) - 終業式 | - 1月 - 始業式 - 2月 - 3月 - ６年生を送る会 - ふれあい縄跳び大会 - 卒業式 - 修了式 |

## 通学区域
- 川口市[4]
  - 青木5丁目3番1号8番99号、14番1号～16番99号
  - 中青木2,3、4丁目 一部
  - 中青木5丁目1番1号～9番99号、11番1号15番99号
  - 並木1丁目26番13号～26番49号、27番1号～27番99号
  - 西青木1～4丁目 全域
  - 西青木5丁目1番1号～3番99号、11番1号～12番99号

## 進学先中学校
- 川口市立青木中学校[5]

## 校区内の主な施設
- 川口警察署
- 川口市民球場
- 川口県税事務所
- 青木穴守稲荷神社

## アクセス
- JR西川口駅から徒歩約15分
- バス停「県税事務所」下車徒歩約2分
- 国際興業バス「中青木3丁目」下車徒歩約5～7分
  - JR川口駅から東川口行、戸塚安行行、鳩ヶ谷行